# Торхаут
Торхаут (на нидерландски: Torhout) е град в Северозападна Белгия, окръг Брюге на провинция Западна Фландрия. Населението му е около 19 500 души (2006).

## Известни личности
Родени в Торхаут
- Хилде Кревитс (р. 1967), политик